# Américo de Campos
Américo de Campos is een gemeente in de Braziliaanse deelstaat São Paulo. De gemeente telt 5.488 inwoners (schatting 2009).

## Aangrenzende gemeenten
De gemeente grenst aan Álvares Florence, Cosmorama, Palestina en Pontes Gestal.